# 尤爾伊夫卡區

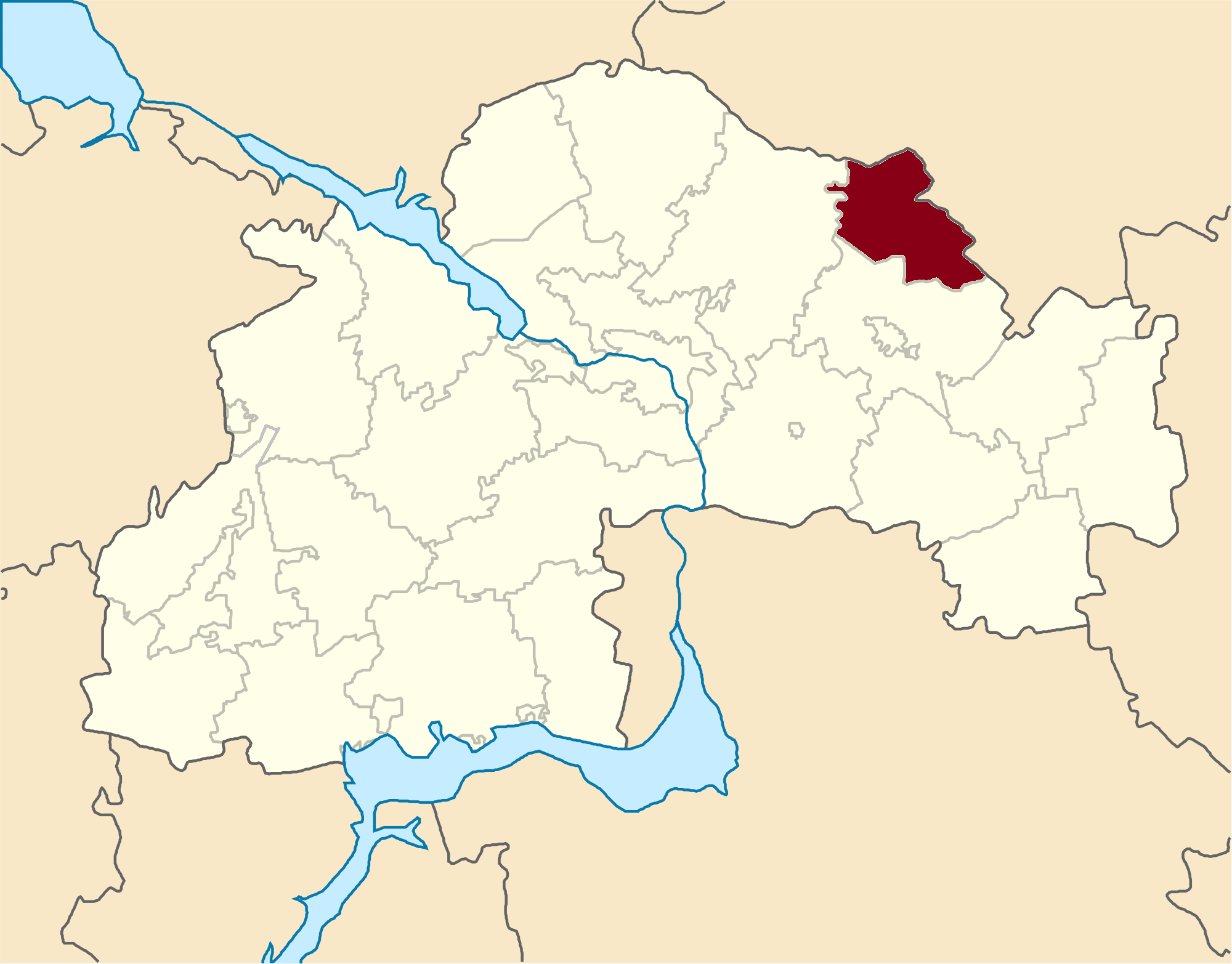
尤爾伊夫卡區在第聶伯羅彼得羅夫斯克州的位置

尤爾伊夫卡區（羅馬化：Yurivskyi raion）是烏克蘭中部第聶伯羅彼得羅夫斯克州的一個旧區，区府为尤爾伊夫卡；原面積900平方公里，2013年人口13,694，人口密度每平方公里15.2人。2020年烏克蘭行政區劃改革以後撤銷，併入巴甫洛赫拉德区。